# Agustín María García López
Agustín María García López (Villarrasa, provincia de Huelva, Andalucía, 1949) es un poeta y artista gráfico español contemporáneo. 

## Biografía
Licenciado en Filología Hispánica y Doctor en Filosofía por la Universidad de Sevilla, ciudad donde reside. Ha realizado estudios de doctorado en Literatura Española Moderna y Contemporánea. Durante largos años, ha ejercido como Profesor de Lengua y Literatura Españolas. Codirige, junto a David González Lobo, la revista de literatura Tinta China  (22 números publicados desde 2002). Asimismo, forma parte de la redacción de El hombre a caballo, revista de poesía y pensamiento de la Facultad de Filosofía de la Universidad de Sevilla. En 1978, la revista Cauce (Departamentos de Lengua y Literatura Españolas de la Facultad de Ciencias de la Educación de la Universidad de Sevilla) publicó una breve selección de sus poemas.
Ha publicado los siguientes libros de poesía: El río amarillo, Málaga, col. Azul y Tierra, núm. 5, Editorial Corona del Sur, 1984; Calcomanías embusteras, Málaga, Biblioteca de la Poesía Española y Americana del Siglo XX, Editorial Corona del Sur, Tomo II, Separata II, 1988; Ninguém, 1988. 2.ª edición: Sevilla, Tinta China, Revista de Literatura, n.º 1, mayo de 2002, con una ilustración del autor; De un manuscrito hallado en Algeciras, en AA. VV.: El Sobre Hilado, Sevilla, El Sobre Hilado & Padilla Libros, Editores y Libreros, 2003. 
Sus obras más recientes son el poemario Sombras chinescas , Sevilla, Ediciones de La Isla de Siltolá, Colección Tierra, n.º 37, 2015, y la plaquette  Políptico de los hallazgos, Sevilla, Anejos de El Hombre 
a Caballo, n.° 1, 2019.
Poemas suyos han sido recogidos en la antología Lengua en paladar: Poesía en Sevilla 1978-2018, preparada por José Julio Cabanillas y Jesús Cotta (Sevilla, Thémata, Colección Cielo Abierto, n.º 1, 2019). Asimismo, colabora en el número 20 de la revista Estación Poesía (Sevilla, otoño de 2020), volumen monográfico dedicado a la poesía actual en Sevilla. Una muestra sonora de su poesía aparece en la Biblioteca de Escritores Andaluces, organizada bajo el patrocinio de la Fonoteca Española de Poesía en colaboración con la Asociación Colegial de Escritores de España, Sección Autónoma de Andalucía. Colabora igualmente en la antología de poesía amorosa contemporánea que toma su título de un endecasílabo de Fernando de Herrera: Mueve la voz Amor de mi gemido (La Puebla de los Infantes, Letras Celestes, 2024; edición de Pedro Luis Ibáñez Lérida y Diego Castillo Barco), así como en la antología de poesía contemporánea acerca de la naturaleza cuyo título conforman dos hexasílabos de Juan Ramón Jiménez: De pronto ¡oh belleza! canta el verderol (La Puebla de los Infantes, Letras Celestes, 2025; edición de Pedro Luis Ibáñez Lérida y Diego Castillo Barco).
Algunos de sus poemas han sido traducidos al portugués por Albano Martins, poeta portugués de la generación del 50.
Como traductor, ha editado Vertical el deseo de Albano Martins, Carmona, 1990. Además, ha traducido a diversos autores como René Char, Paul Éluard, José Jorge Letria o Leonardo Coimbra. Como editor, ha publicado Un día... El jarro de flores de José Juan Tablada, Carmona, 1990.
En la década de 1990 formó parte de la dirección o de la redacción de varias revistas literarias, como El nudo de la sierpe, de Málaga. Colabora en diversas revistas y publicaciones, como Patio (Sevilla), Cauce (Sevilla), El  Paraíso (Oviedo), Galera Literaria (Málaga), Kanora (Calarcá, Quindío, Colombia),  El Fantasma de la Glorieta, El hombre a caballo, Cuadernos de Creación de Palimpsesto 2.0 Editorial (Sevilla), Noches Áticas (Madrid), Rick's Café (Sevilla), Letras Anfibias (Sevilla), Estación Poesía, revista de poesía del Centro de Iniciativas Culturales de la Universidad de Sevilla, Cuaderno Ático (Madrid), Cal (Huelva), La Inopia (Sevilla),  Papel Carbón (Sevilla), Culturamas (Madrid), Nayagua (Madrid),  Cuadernos de Roldán (Sevilla) o Disidentes (Ciudad de México).
En su faceta de artista gráfico, además de diseñar diversas revistas y publicaciones, como Palimpsesto,Tinta China o los anejos de El hombre a caballo, ha participado en distintas exposiciones, entre las que cabe destacar "Sevilla en Artes" (junio de 1996), muestra organizada por el Área de Cultura del Ayuntamiento de Sevilla para extender el conocimiento de los artistas que trabajan en la capital andaluza mediante exposiciones simultáneas por toda la ciudad, y de la que se publicó un extenso catálogo ilustrado. Pueden señalarse asimismo las diversas exposiciones celebradas en la galería "Luiz Verri", de La Puebla del Río (Sevilla), como el homenaje a Jordi Vallés (abril-mayo de 1991) u otras muestras conjuntas de poesía visual con Pablo del Barco y Juan José Espinosa Vargas. Es autor, asimismo, de los poemas-acción: El más dulce abecedario. Sevilla, I Congreso Hispano-Italiano de Poesía Visiva-Poesía Visual, Sala de San Hermenegildo, Ayuntamiento de Sevilla, mayo de 1984; Está lloviendo en el jardín de Pan Yun Tuan Sevilla, Institución Antropológica y Cultural de Andalucía "La Carbonería", noviembre de 1984; El canto más perfecto es el canto del grillo. Sevilla, Galería Fuera de Comercio, julio de 1986, y Quercus ilex. Sevilla, Institución Antropológica y Cultural de Andalucía "La Carbonería", mayo de 1989.